# 耶稣会教堂 (海德堡)

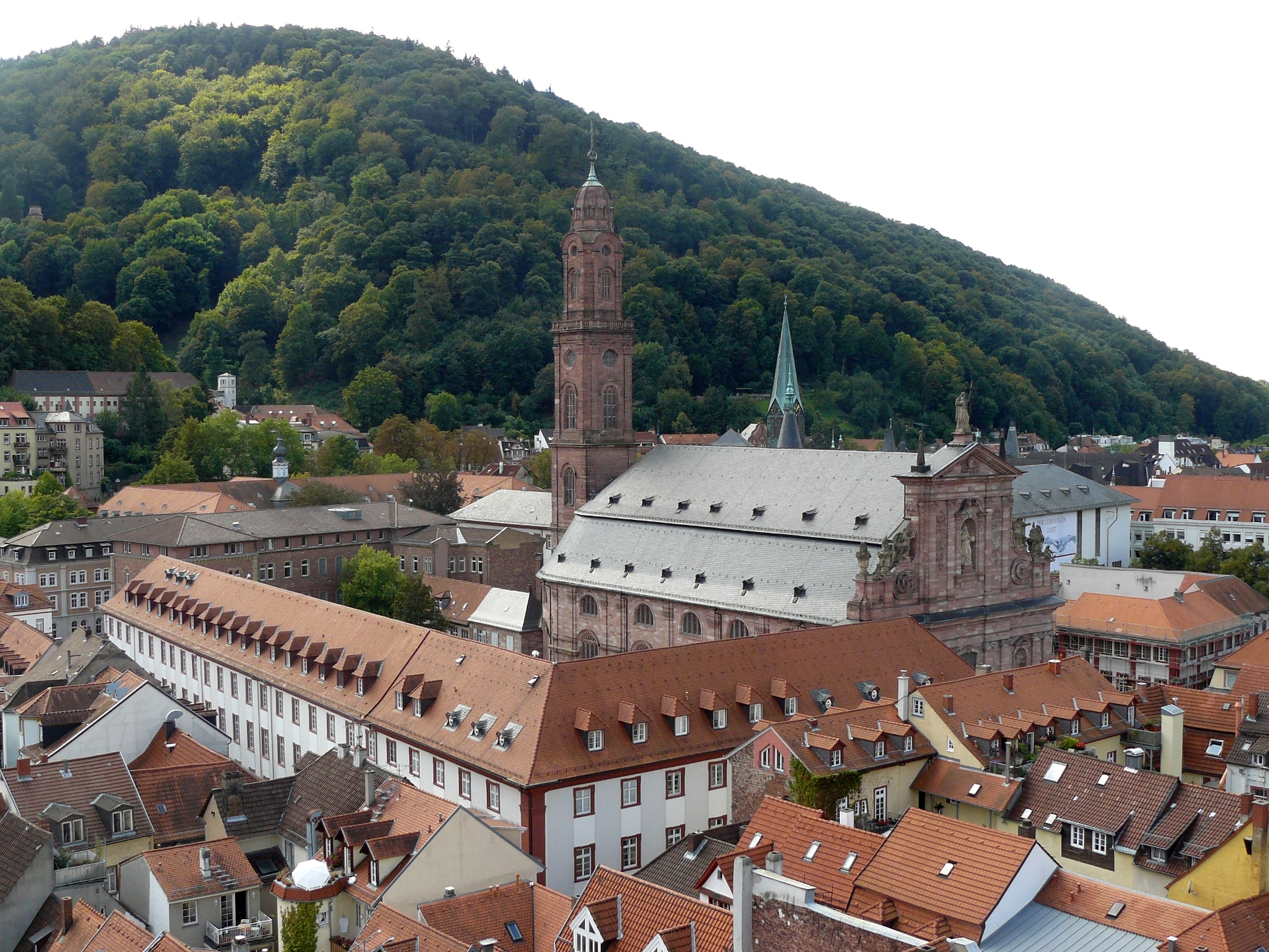
海德堡耶稣会教堂

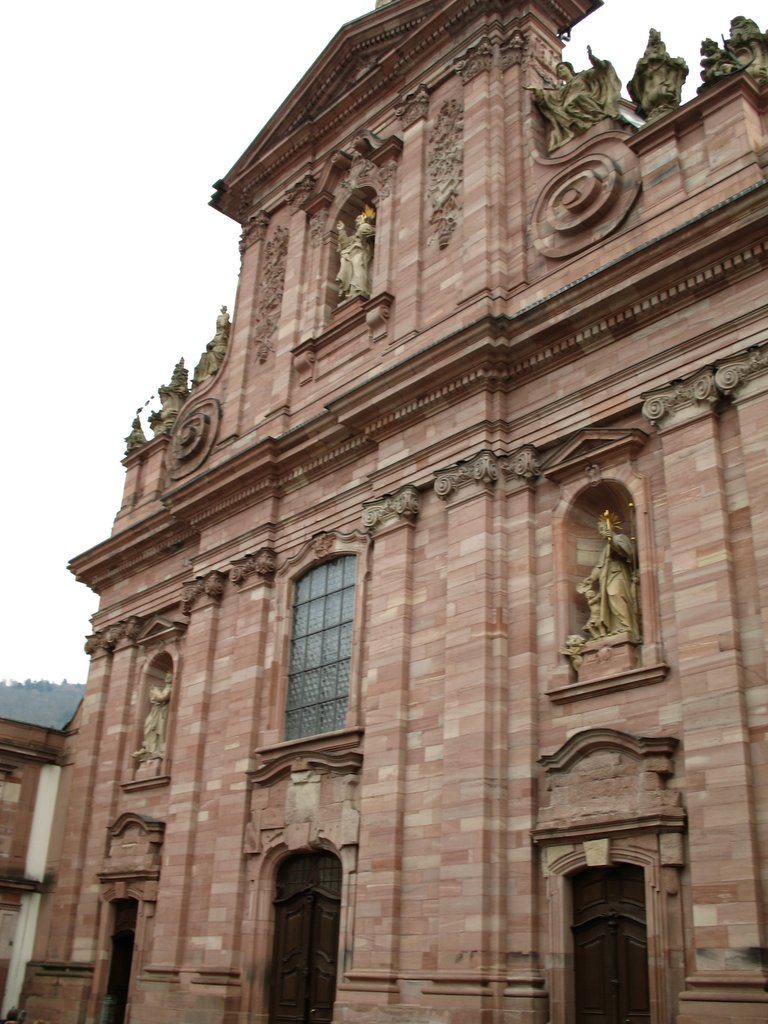
立面

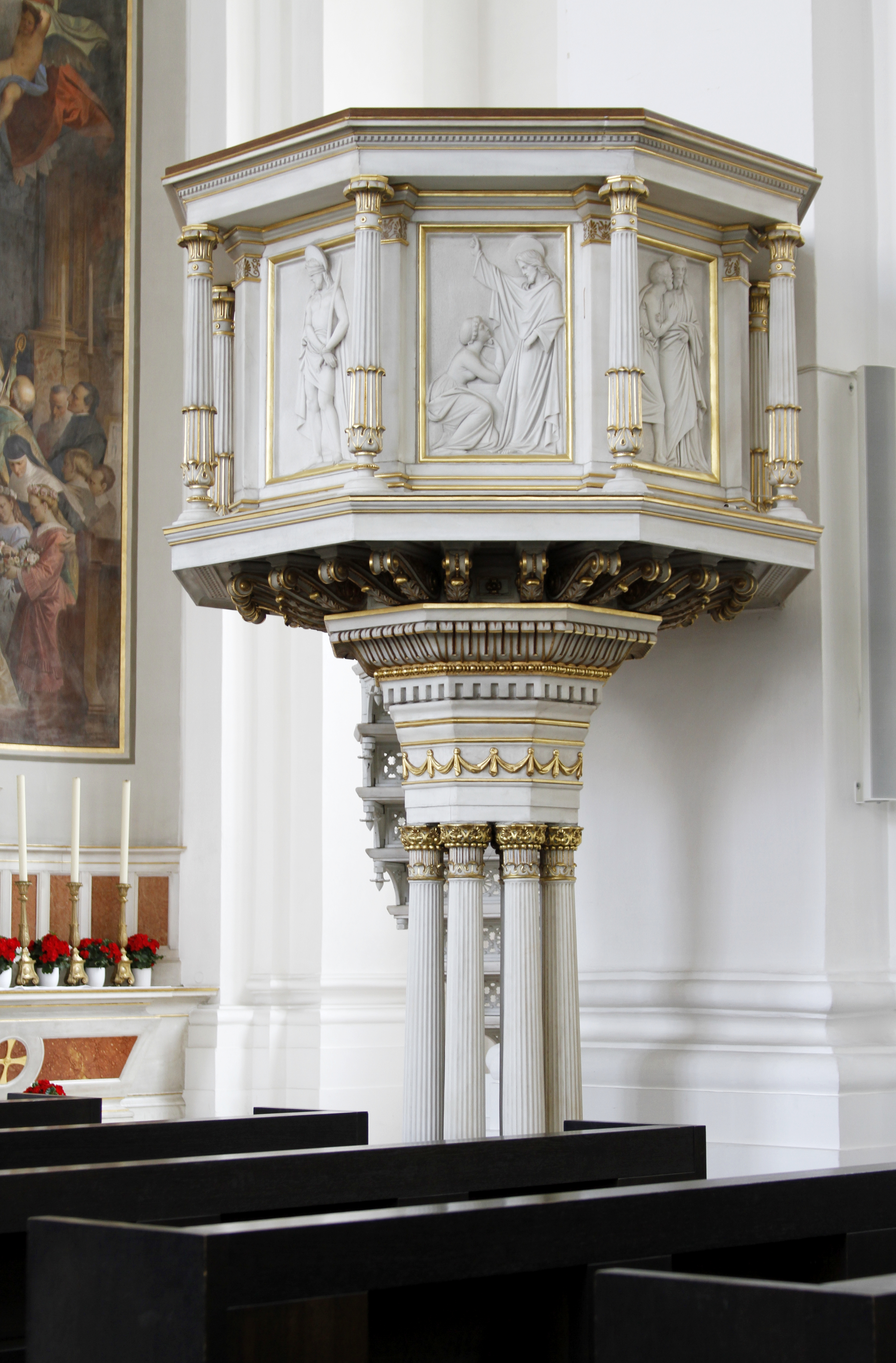
讲道坛

耶稣会教堂（Jesuitenkirche），正式名称为圣神与圣依纳爵教堂（Pfarrkirche Heiliger Geist und St. Ignatius）靠近海德堡最大和最重要的教堂圣灵堂（Heiliggeistkirche），并且构成海德堡老城（Altstadt）大学广场（Universitätsplatz）附近昔日的耶稣会地区的建筑焦点。耶稣会教堂现在是海德堡老城主要的罗马天主教教堂。它兴建于1712年到1759年，巴洛克风格，1868年到1872年增建了新巴洛克钟楼。这座教堂，与通常东西向教堂不同，为“不寻常”的南北走向。